# Santa Lucia in Selci
Santa Lucia in Selci, conhecida ainda como Santa Lucia in Silice ou Santa Lucia in Orfea em italiano, é uma antiga igreja titular de Roma, Itália, dedicada a Santa Lúcia, uma virgem e mártir do século IV.
A diaconia de Santa Lúcia em Silice foi suprimida em 1587.

## História
De acordo com a tradição, a primeira igreja no local foi construída por ordem do papa Símaco no século VI sobre as ruínas de uma estrutura romana, o Pórtico de Lívia. Porém, a diaconia de Santa Lucia in Silice (ou Orfea), criada por volta de 300, já existia e foi confirmada pelo papa São Silvestre I por volta de 314.
O edifício da igreja foi reformado pelo papa Honório I por volta de 630 e estava localizado nas proximidades de uma fonte conhecida como "Lacus Orphei" e foi designado para um dos sete diáconos de Roma  pelo papa Agatão por volta de 678. De acordo com o Liber Pontificalis, esta diaconia recebeu doações do papa Leão III (r. 795–816). Depois do século X, a diaconia ficou conhecida como "Santa Lucia in Silice" e foi com este nome que acabou suprimida em 1587 pelo papa Sisto V.
No século XIII, um mosteiro foi construído junto à igreja, circundando-o e todo o complexo foi concedido aos cartuxos em 1370. Em 1534, foi doado aos beneditinos e, em 1568, Pio V concedeu-o aos agostinianos, que ainda servem na igreja. O papa Urbano VIII alterou o mosteiro em 1624, ampliando-o e dividindo-o em três partes. Uma ficou com os agostinianos, outra foi dada aos dominicanos e a última, para as clarissas. O mosteiro foi novamente ampliado em 1603 seguindo o projeto de Bartolomeo Bassi. Porém, tudo que sobrou desta ampliação é o portal do lado de fora. Em 1878, o estado italiano expropriou o convento das clarissas anexo a San Lorenzo in Panisperna e as freiras vieram para Santa Lucia in Selci.
Carlo Maderno reconstruiu a igreja em 1604, mantendo-a ainda dentro do complexo do mosteiro agostiniano. Entre 1637/8, a igreja foi restaurada por Francesco Borromini.

## Interior
Santa Lúcia foi construída numa planta retangular e está coberta por uma abóbada de berço. Tem uma única nave com três capelas de pouca profundidade. A abóbada tem um afresco do século XIX de um artista desconhecido representando a "Glória de Santa Lúcia". Ele recobre um outro, de mesmo tema, de Giovanni Antonio Lelli. A contra-fachada está decorada com um "Deus Pai", de Cavaliere d'Arpino. O altar-mor é do século XIX e substitui o original de Borromini. A pintura no altar é uma "Anunciação" do pintor florentino Anastasio Fontebuoni.
A Capela Landi, encomendada pela prioresa Vittoria Landi, é a primeira do lado esquerdo. Ela foi decorada por Borromini e a peça-de-altar é "A Santíssima Trindade com Santo Agostinho e Santa Mônica" de Cavaliere d'Arpino.
A Capela do Santíssimo Sacramento, a segunda à esquerda, abriga obras atribuídas a Carlo Maderno: um tabernáculo em mármore multicolorido e bronze dourado e estátuas em alabastro. No primeiro altar à direita está o "Martírio de Santa Lúcia", de Giovanni Lanfranco.
A "Visão de Santo Agostinho", de Andrea Camassei, está no segundo altar à direita. No coro, atribuído à Borromini, estão diversas pinturas de Baccio Ciarpi.

## Galeria

Imagens da igreja
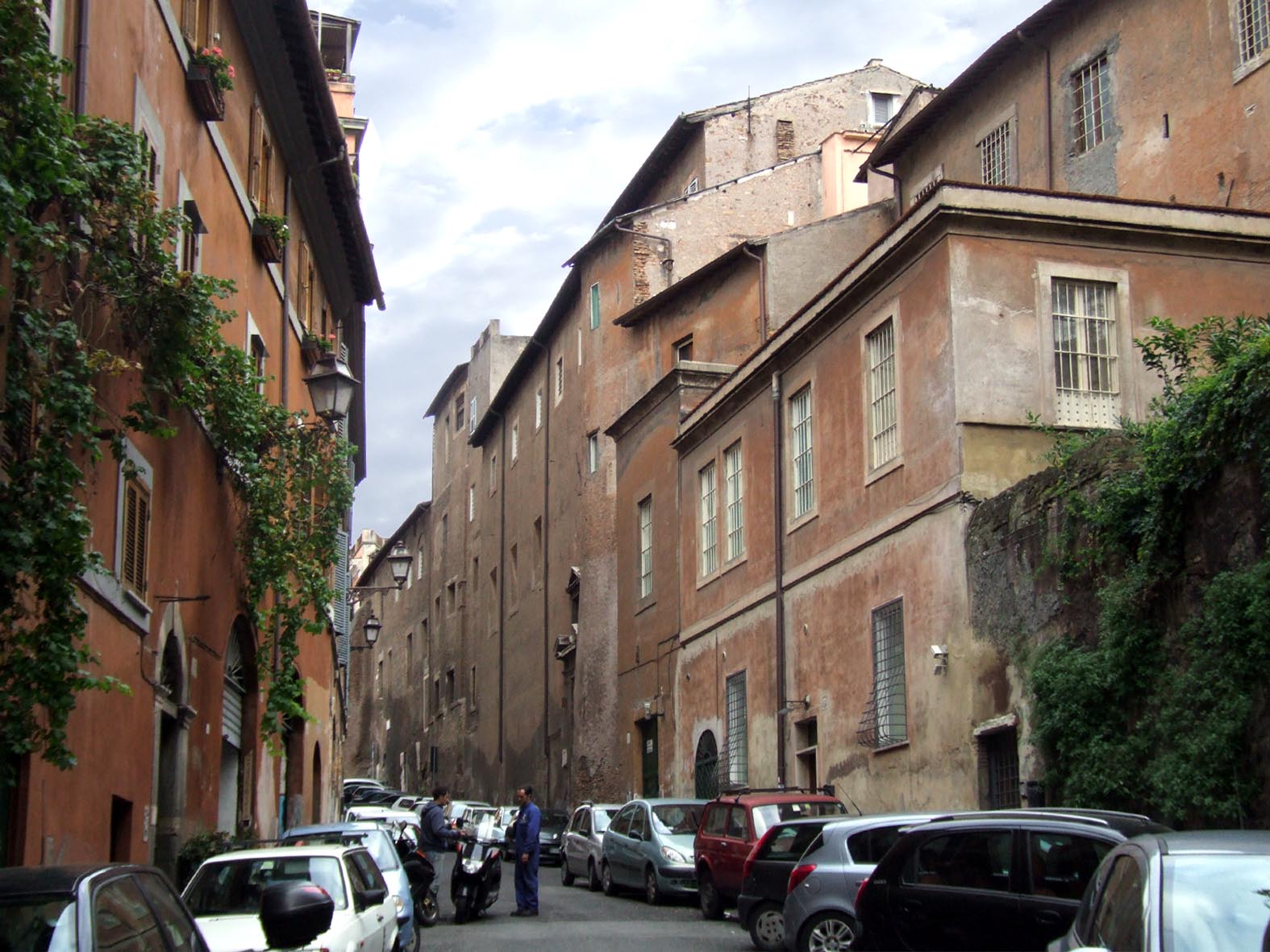
Via in Selci, em Roma, e a fachada de Santa Lúcia.
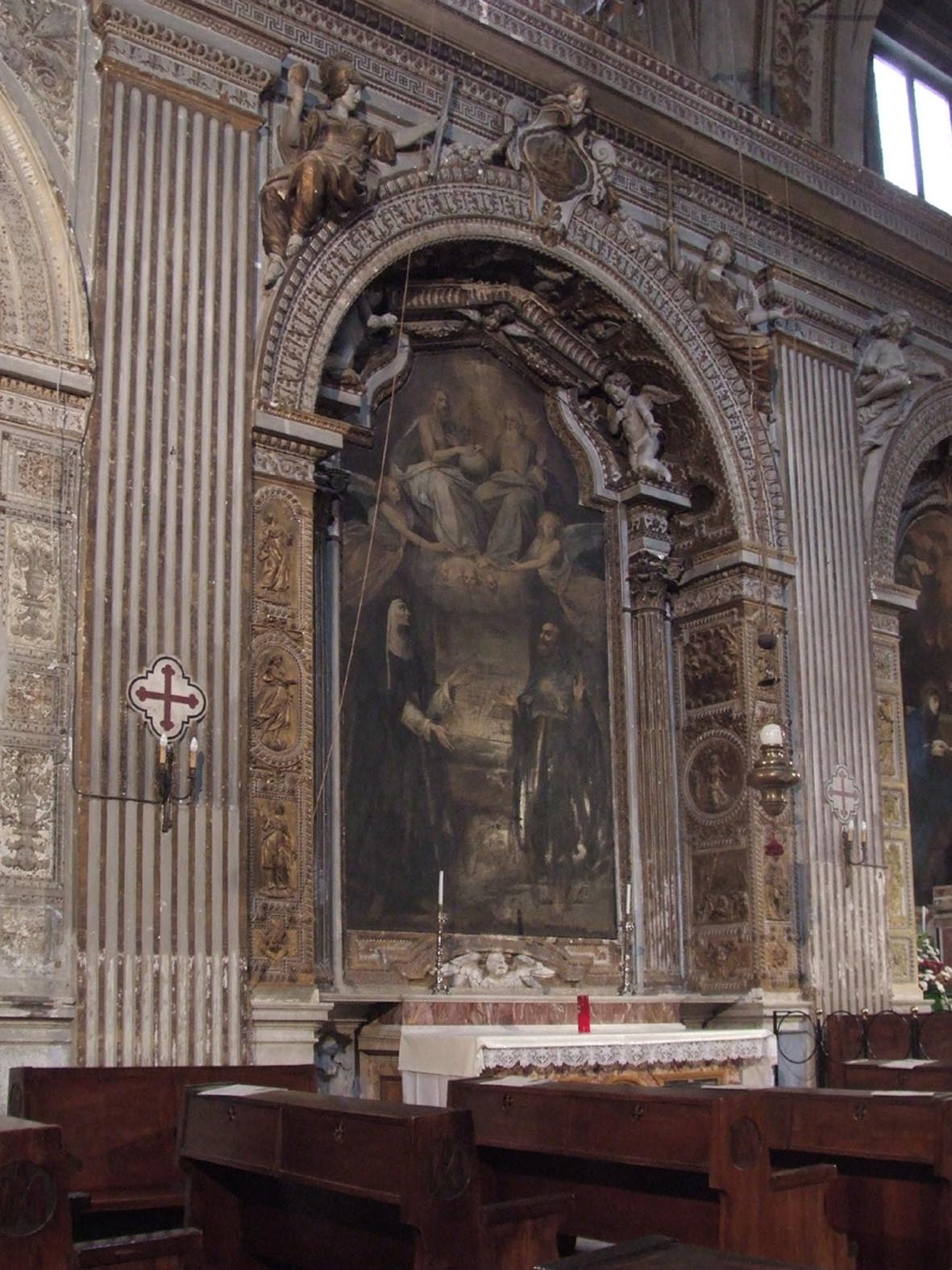
Capela Landi.
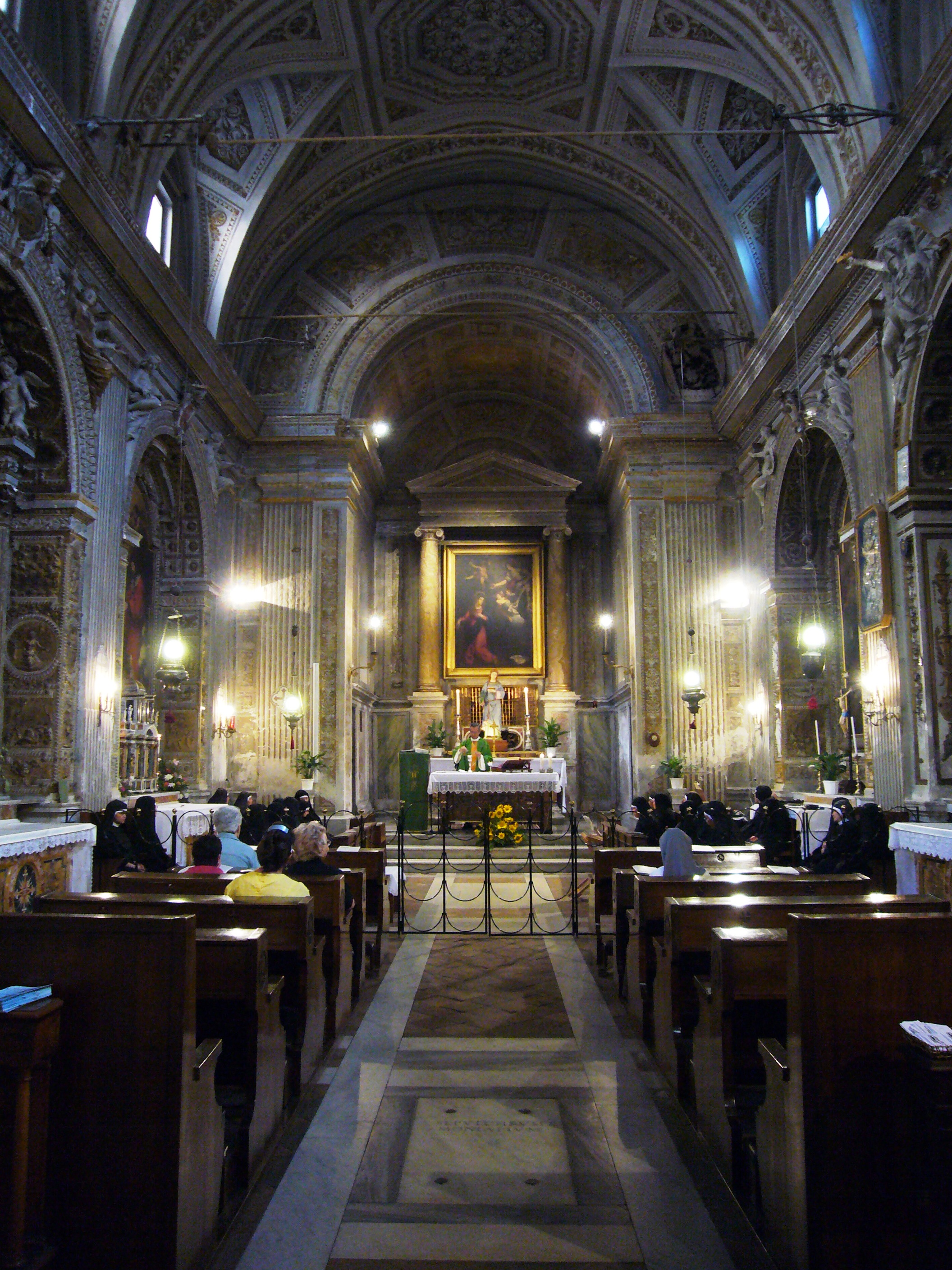
Vista do interior.